# Federico Andahazi
Federico Andahazi (Buenos Aires, 6 de Junho de 1963 - ) é um escritor argentino.
Em 1996, um escândalo cercou a premiação de seu romance O anatomista, baseado na vida do médico renascentista Mateo Realdo Colombo. Tido como erótico pela fundação que promovia o concurso, o livro não recebeu o prêmio que conquistara. Publicado em 1997, tornou-se best seller em vários países. Escreveu também o romance "As Piedosas" no ano de 1999, sendo traduzido para vários idiomas e sendo também um grande best-seller desse genial escritor argentino.

## Obras
Novelas
- 1997: O anatomista[1]
- 1998: As piedosas - no original Las piadosas
- 2000: El príncipe
- 2002: El secreto de los flamencos
- 2004: Errante en la sombra
- 2005: La ciudad de los herejes
- 2006: El conquistador
- 2012: El libro de los placeres prohibidos
- 2015: Los amantes bajo el Danubio

Contos
- 1998: El árbol de las tentaciones
- 2009: El oficio de los Santos

Não-ficção
- 2008: Pecar como Dios manda. Historia sexual de los argentinos
- 2009: Argentina con pecado concebida. Historia sexual de los argentinos II
- 2010: Pecadores y pecadoras. Historia sexual de los argentinos III
- 2017: El equilibrista